# Western Regional Service Board
Het Western Regional Service Board is een regional service board (RSB) in Newfoundland en Labrador, de oostelijkste provincie van Canada. De op een intercommunale gelijkende publieke organisatie staat in voor het afvalbeheer en het toezicht over drinkwater- en afvalwaterbeheer in het westen van het eiland Newfoundland. De afvalverwerkingsdivisie van het RSB staat bekend als "Western Regional Waste Management" (WRWM).

## Geschiedenis

### Algemeen
Op 29 januari 2013 richtte het provinciebestuur van Newfoundland en Labrador het Western Regional Service Board op. Dit gebeurde op basis van de "Regional Service Boards Act, 2012", de toen recent in werking getreden hernieuwde versie van de oorspronkelijke "Regional Service Board Act" (1990) die in voege trad in 2004.
Het Western RSB voerde onder andere recyclageverplichtingen in voor zowel gezinnen als bedrijven. Van de 35 actieve vuilnisbelten in 2002 bleven er slechts twee kleine over in 2019. Er vond een omschakeling plaats waardoor vrijwel al het afval nu, via een van de zes overslaglocaties, uiteindelijk terechtkomt in de grote regionale vuilnisbelt te Norris Arm.

### Fusieplannen
Op 29 januari 2020 maakte het Department of Municipal Affairs and Environment met betrekking tot de provinciale afvalbeheersstrategie een rapport publiek. Daarin werd onder meer geadviseerd om over te gaan tot een fusie van het Western RSB met het Central RSB, Coast of Bays RSB, Northern Peninsula RSB en Baie Verte Peninsula - Green Bay RSB tot een enkele entiteit bevoegd over heel West- en Centraal-Newfoundland. Een andere optie was een fusie tussen het Western RSB met enkel het Central RSB. Anno 2024 zijn er echter nog geen concrete stappen in de richting van een fusie gezet.

## Taken
Het RSB heeft binnen de Western Region van de provincie Newfoundland en Labrador de volgende bevoegdheden:
- Het uitbouwen, uitbaten en onderhouden van een afvalbeheerssysteem
- Het houden van operationeel toezicht over gemeentelijke drinkwatersystemen
- Het houden van operationeel toezicht over gemeentelijke afvalwatersystemen

## Werkingsgebied
Het werkingsgebied van het Western RSB is de door de provincie ervoor gedefinieerde "Western Region". Deze strekt zich uit van Bellburns in het noorden tot Ramea in het zuiden en reikt in oostelijke richting tot aan de White Bay. Dat gebied telt zo'n 75.000 inwoners (2019) en bevat de Agglomeratie Corner Brook en enkele grote gemeenten zoals Deer Lake, Stephenville en Channel-Port aux Basques.
In de onderstaande lijst staan alle plaatsen vermeld die vallen onder de bevoegdheid van het Western RSB, met vermelding of ze een stad of gemeente, een local service district of een plaats zonder lokaal bestuur zijn.
| - Bellburns - Burgeo - Burnt Islands - Cape St. George - Channel-Port aux Basques - Cormack - Corner Brook (stad) - Cow Head - Cox's Cove - Daniel's Harbour - Deer Lake - Gillams - Glenburnie-Birchy Head-Shoal Brook - Hampden - Howley - Hughes Brook - Humber Arm South - Irishtown-Summerside - Isle aux Morts - Jackson's Arm - Gallants - Kippens - Lark Harbour - Lourdes - Massey Drive - McIvers - Meadows - Mount Moriah - Norris Point - Parson's Pond - Pasadena - Port au Port East - Port au Port West-Aguathuna-Felix Cove - Ramea - Reidville - Rocky Harbour - Rose Blanche-Harbour le Cou - Sally's Cove - St. George's - St. Pauls - Steady Brook - Stephenville - Stephenville Crossing - Trout River - Woody Point - York Harbour | - Beaches - Black Duck - Barachois Brook - Bay St. George South - Benoits Siding - Black Duck Brook and Winterhouse - Campbells Creek - Cape Ray - Diamond Cove - Great Codroy - Grey River - Flat Bay - Fox Island River-Point au Mal - Fox Roost-Margaree - Francois - La Poile - Little Rapids - Mainland - Mattis Point - O'Regan's Central - Piccadilly Head - Piccadilly Slant-Abraham's Cove - Pollard's Point - Portland Creek - Pynns Brook - Searston - Sheaves Cove - Ship Cove-Lower Cove-Jerry's Nose - Sop's Arm - St. Andrew's - St. Judes - St. Teresa - Three Rock Cove - Tompkins - Upper Ferry - West Bay | - Bonne Bay Big Pond - Boswarlos - Coal Brook - Codroy - Codroy Pond - Cold Brook - Doyles - Flat Bay West - George's Cove - George's Lake - Humber Valley Resort - Humber Village - Jack Ladder - Journois - Loch Lomond - MacDougalls - Millville - Noels Pond - Pinchgut Lake - Sandy Point - Shoal Point - South Branch - Spruce Brook - The Block - Three Mile Rock - Wiltondale - Woodville |